# کلود دیلنا
کلود دیلنا (انگلیسی: Claude Dielna؛ زادهٔ ۱۴ دسامبر ۱۹۸۷) بازیکن فوتبال اهل فرانسه است.
از باشگاه‌هایی که در آن بازی کرده‌است می‌توان به باشگاه فوتبال لوریان، باشگاه فوتبال المپیاکوس، باشگاه فوتبال دینامو بخارست، باشگاه ورزشی یونیورسیتاتئا کرایووا، پورتلند تیمبرز، باشگاه فوتبال اسلوان براتیسلاوا، باشگاه فوتبال آژاکسیو، نیوانگلند رولوشن، باشگاه فوتبال شفیلد ونزدی، و باشگاه فوتبال سدان اشاره کرد.